# 庭木櫻子
庭木 櫻子（にわき さくらこ、1992年8月28日 - ）は、NHKのアナウンサー。

## 経歴
熊本県熊本市出身。熊本市立花園小学校、熊本大学教育学部附属中学校、熊本県立第一高等学校、熊本大学法学部法学科卒業。大学在学中に「宝くじ幸運の女神」オーディションに合格し1年間担当。2015年にNHKに入局。初任地は徳島放送局。

## 逸話
- 熊本大学教育学部附属中学校1年時に、平成17年度「省エネコンクール」入賞作品第9回省エネ実践コンクール（小学生以上一般対象）個人の部奨励賞受賞[3]。
- 熊本大学教育学部附属中学校2年時に、国際協力中学生・高校生エッセイコンテスト2006年度優秀作品中学生の部青年海外協力協会会長賞受賞[4]。
- 熊本大学教育学部附属中学校2年時に、平成19年度中学生の「税についての作文」全国納税貯蓄組合連合会優秀賞受賞[5]。
- 平成26年度（第35期）宝くじ幸運の女神を務め、2014年8月5日にNHKホールで開催された、サマージャンボ（第663回全国自治宝くじ）の抽選会では、壇上アシスタントを務めたこともある[6]。
- 学生時代にNHK放送研修センター・日本語センターのインターネットコースを受講していた[7]。
- アニメ・プリキュアシリーズのファンである[8]。
- 入局2年目の2016年4月に発生した熊本地震で実家が被災し、ふるさとからリポートを行った[9]。

## 現在の担当番組
- ロクいち!福岡（2025年4月7日 - ） - キャスター（道上美璃と隔週で担当[10]）
- ニュース845福岡[注 1]
- 福岡県・九州沖縄のニュース
- ニュース645福岡（不定期）
- ラジオニュース（不定期・九州沖縄、R1・FM）の泊まり勤務担当[注 2]
- はっけんラジオ（不定期[注 3]）

## 過去の担当番組
徳島放送局時代（2015年度 - 2017年度）
- NHKとっておきサンデー（2015年6月7日） - 新人お披露目
- 徳島県のニュース・中継・リポート
- 着信御礼!ケータイ大喜利（2015年11月23日、2016年11月5日）
- 四国女子会第3弾（司会・2016年7月30日（7月29日深夜））
- あさイチ（代理リポーター：2017年5月25日）
- 首都圏ネットワーク キャスター（合原明子の夏期休暇に伴う代理）（2017年8月28日 - 9月1日）
- オシばん キャスター（合原明子の夏期休暇に伴う代理）（2017年8月28日 - 9月1日）
- ひるブラ「絶品べっぴん“鳴門レンコン”～徳島県・鳴門市～」（2017年12月19日）
- とく6徳島（不定期・漆原輝のキャスター代行など）
- とくしまニュース845（不定期）
- 旅ラジ!（2017年3月13日、3月14日）

福岡放送局時代（1度目）（2018年度 - 2020年度）
- ロクいち!福岡（リポーター：2018年4月2日 - 2021年3月26日）
- はっけんラジオ（不定期）
- 福岡県・九州沖縄のニュース（土曜正午・18:45など）
- ラジオニュース（不定期・九州沖縄、R1・FM）の泊まり勤務担当[注 4]
- ニュース845福岡（不定期）
- おはよう九州沖縄（佐々木理恵の代理キャスター：2018年5月1日、2日、8月13日 - 17日）
- ロクいち!福岡（代理キャスター：2018年8月20日 - 31日、2019年8月13日 - 23日、2020年8月17日 - 21日）
- 歴史秘話ヒストリアSP「世界遺産　長崎・天草　キリシタン不屈の物語」（案内役：2018年10月3日）
- アイデア対決・全国高等専門学校ロボットコンテスト2018九州沖縄地区大会（リポーター：2018年12月22日）
- あさイチ
  - 「JAPA-NAVI 福岡」ナビゲーター（2019年7月25日）
  - 代理リポーター（2020年1月23日、2月6日）
  - 「JAPA-NAVI カラフル福岡」ナビゲーター（2020年7月29日）
- 発表!全プリキュア大投票（西川貴教と共に司会：2019年9月14日）
- おやすみ日本 眠いいね!　Vol．35（2019年12月22日） - 司会
- ゆく年くる年（リポーター：2020年1月1日・坂本八幡宮より中継）
- Nスペ5min.（ナレーション・：2020年1月25日）
- ウェルカム!九州沖縄スペシャル（司会（バスガイド風）：2020年3月13日）
- 釣りびと万歳（ナレーション・2020年4月19日）
- 実感ドドド!（ナレーション・2020年4月24日、5月29日）
- うまいッ!「シャキシャキ!まろやか酸味!高菜漬け～福岡・みやま市～」（リポーター：2020年6月23日）
- 令和2年7月豪雨特設ニュース（2020年7月4日） - 福岡放送局より災害状況を伝えた（全国放送）
- 首都圏ネットワーク（林田理沙の夏期休暇に伴う代理キャスター：2020年8月31日 - 9月4日）
- オシばん（林田理沙の夏期休暇に伴う代理キャスター：2020年8月31日 - 9月4日）

東京アナウンス室時代（2021年度 - 2024年度）
- 首都圏ネットワーク（2021年3月30日 - 2025年3月） 
  - リポーター・ニュースリーダー
  - 林田理沙の休暇に伴う代理キャスター（2021年7月28日 - 8月13日、9月29日[注 5]）
- へんてこ生物アカデミー（2021年8月19日）
- さわやか自然百景（ナレーション：2021年9月12日「大阪 能勢の里山」、2023年10月29日「愛知 一色干潟」、2024年3月3日「佐渡 国仲平野」、2024年8月4日「鹿児島 錦江湾」）
- 2022年2月11日に、福岡放送局に応援で派遣され、九州沖縄地方のローカルニュースを担当した。
- タカアンドトシのお時間いただきます（R1、2021年3月31日 - 2024年3月27日） - 司会
- 所さん!大変ですよ（MC：2021年4月1日 - 2022年3月31日）
- ニュース シブ5時（キャスター：2021年10月4日 - 2022年3月31日）[注 6]
- 離島で発見!ラストファミリー（2022年4月 - 2025年3月） - ナレーター
- 新・にっぽんの芸能（Eテレ、2022年4月8日 - 2023年3月31日） - 進行
- 芸能きわみ堂（Eテレ、2023年4月7日 - 2025年3月21日） - 司会
- 定時のラジオニュース（2022年6月4日：20時、23時、2022年6月5日：午前0時、1時、2時、8時）
- 週刊まるわかりニュース（総合・BS4K同時放送、2022年9月4日 - 2023年3月18日） - リポーター
- 首都圏ニュース845 （2023年4月 - 2025年3月） - キャスター（ローテーション制）
- ニュースLIVE! ゆう5時（片山千恵子の代理キャスター：2023年7月26日、2024年2月19日）
- 驚き!ニッポンの底力 宇宙開発物語（BSP、2023年8月12日）
- 令和6年能登半島地震の災害報道対応による金沢放送局への応援派遣
  - ウイークエンド中部（2024年1月27日） - 能登半島地震関連ニュース
  - 能登半島地震石川県のニュース・ライフライン情報（2024年1月27日 - 28日）[注 7]
- Nらじ（R1、2024年4月1日 - 2025年3月14日） - 月曜・火曜キャスター
- 首都圏・関東甲信越のニュース（不定期）

福岡放送局時代（2度目）（2025年度 - ）
- もっと福岡を。（2025年3月28日 - 30日・福岡県域） - 『ロクいち!福岡』担当変更予告。一橋忠之、姫野美南、松田利仁亜と共に出演。
- 防災特番「Withリスク〜災害を知り、備え、暮らすには〜」（2025年6月6日・九州沖縄地方） - ナビゲーター[9]